# Mitsuke
Mitsuke (japanska: 見附市?, Mitsuke-shi) är en stad i Niigata prefektur i Japan. Staden fick stadsrättigheter 1954.